# Île Rodd
Pour les articles homonymes, voir Rodd.
L’île Rodd est une île du fleuve Parramatta à Sydney, en Australie.

## Géographie
L'île de 0,67 hectares se trouve « au milieu » de la baie Iron Cove (en), dans l'ouest de Sydney, entre les quartiers de Drummoyne, Rodd Point et Lilyfield. Inhabitée, elle est la plus à l'ouest des îles du Parc national de la baie de Sydney, qui la gère,.

## Histoire
Cette « petite île rocheuse » se trouve sur les terres ancestrales du clan wangal (en) du peuple eora, qui y établissent des campements. Au milieu du XIXe siècle, Brent Clements Rodd, marchand et propriétaire terrien dans la région, tente sans succès de l'acheter au gouvernement de Nouvelle-Galles du Sud. Malgré cela, l'île finit par porter son nom.
En 1879, l'île devient le premier parc public de la baie de Sydney. À partir de 1888 toutefois, une commission publique à l'éradication des lapins mène sans succès des expériences sur l'île. Durant la première moitié des années 1890, le bactériologiste français Adrien Loir, « neveu et collègue » de Louis Pasteur, y développe un vaccin contre la maladie du charbon. Dans le même temps, l'île Rodd est pendant quelques années une zone de quarantaine d'animaux d'élevage importés.
Après la fermeture du laboratoire en 1894, le gouvernement rouvre l'île comme parc public, avec un employé résident et un kiosque à boissons. Se rendre à l'île Rodd en bateau devient un passe-temps populaire pour les habitants de Sydney le week-end ; l'île accueille également quelques événements festifs et sportifs au début du XXe siècle. C'est également au début du XXe siècle que deux pavillons d'été et un gazébo y sont aménagés. Incorporée au Parc national de la baie de Sydney lors de la création de ce dernier en 1975, l'île Rodd demeure aujourd'hui « populaire auprès des piqueniqueurs du week-end ».

## Localisation

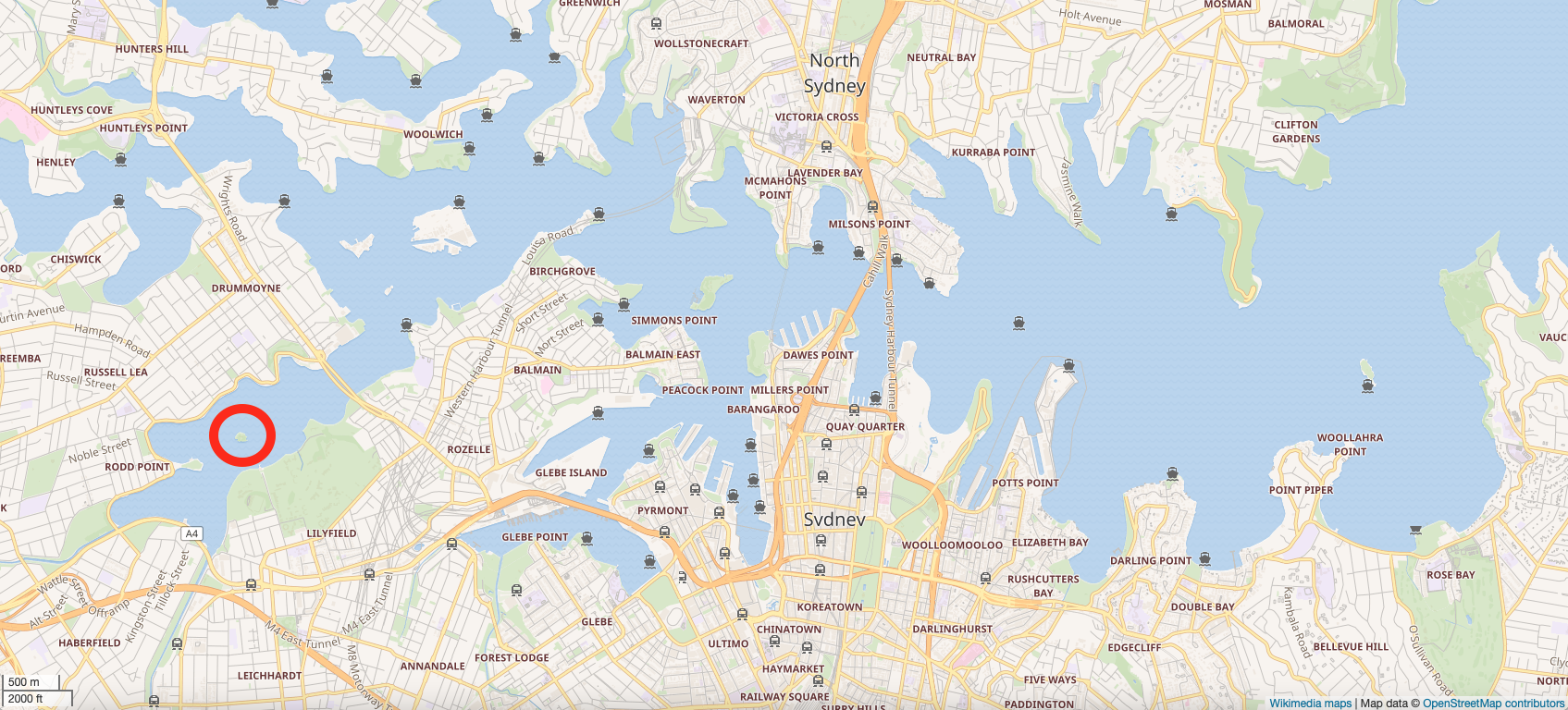
Emplacement de l'île à Sydney.
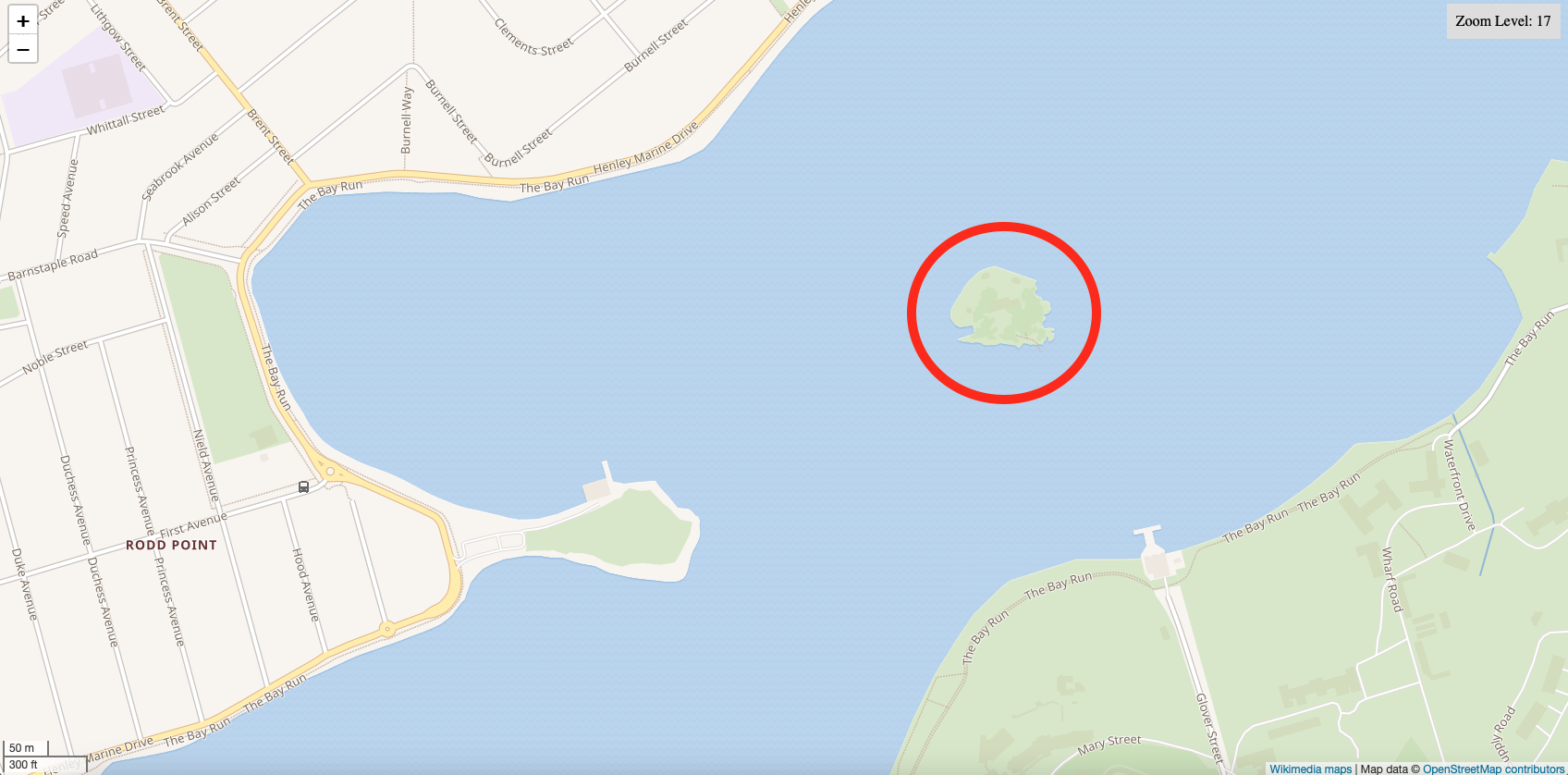
Les environs de l'île.

### Webographie
- Notice dans un dictionnaire ou une encyclopédie généraliste :   - Dictionary of Sydney